# Poder de los alimentos
En el ámbito de la política internacional, el término poder de los alimentos hace referencia al uso de la agricultura como un medio de control político donde una nación o grupo ofrece o retiene bienes frente a otra nación o grupo de naciones de manera de manipular el comportamiento. Su uso potencial como un arma fue reconocido luego que la OPEP utilizara el petróleo como un arma política. Los alimentos tienen una gran influencia sobre las acciones políticas de una nación. Como repuesta por ejercer poder a través de los alimentos, una nación por lo general actúa salvaguardando el interés de sus ciudadanos proveyéndoles alimentos.
El poder de los alimentos es una parte integral de la política alimentaria. La idea es aplicarla en embargos, empleos y políticas alimentarias. Para que una nación pueda utilizar el poder de los alimentos eficazmente debe tomar en cuenta la escasez, concentración de la oferta, dispersión de la demanda y la independencia de acción. Los cuatro principales países exportadores de productos agrícolas como para ser capaces de ejercer este poder son: Estados Unidos, Canadá, Australia y Nueva Zelanda; .
A menor escala, sobre todo en algunos países africanos, el poder de los alimentos se ha utilizado como arma por los opositores en guerras y conflictos internos contra su propio pueblo.

## Antecedente Histórico
Hay cuatro países agroexportadores en el mundo que podrían hipotéticamente ejercer este poder: Estados Unidos (EE. UU.), Canadá, Australia y Nueva Zelanda. Los países importadores de alimentos se ven forzados a confiar en estas naciones en tiempos de escasez pudiendo sufrir una crisis alimentaria si los suministros necesarios son retenidos por estos países. Pero mientras los líderes políticos en los países importadores de alimentos han expresado temor por su dependencia, los países exportadores generalmente no pueden retener las mismas ya que los productores agrícolas presionan a sus gobiernos para seguir exportando.

## Política
Las políticas alimentarias comprenden los aspectos políticos relacionados con la producción, el control, la regulación, la inspección y la distribución de alimentos. Las políticas alimentarias pueden ser afectadas por disputas étnicas, culturales, médicas y ambientales respecto a los métodos y regulaciones de la agricultura, ganadería y las ventas al por menor. El poder de los alimentos es parte integral de la política de alimentos.